# Paul Vincent Dudley
Paul Vincent Dudley (ur. 27 listopada 1926 w Northfield, zm. 20 listopada 2006 w Saint Paul) – amerykański duchowny katolicki, biskup pomocniczy archidiecezji Saint Paul i Minneapolis w latach 1976–1978, biskup ordynariusz diecezji Sioux Falls w latach 1978–1995. Od 1995 biskup senior tejże diecezji.
Święcenia kapłańskie otrzymał 2 lipca 1951.
9 listopada 1976 papież Jan Paweł II mianował go biskupem pomocniczym archidiecezji Saint Paul i Minneapolis ze stolicą tytularną Ursona. Sakry udzielił mu 25 stycznia 1977 arcybiskup John Robert Roach. 6 listopada 1978 biskup Paul został przeniesiony na stanowisko biskupa ordynariusza Sioux Falls w Dakocie Południowej. Ingres odbył 13 grudnia 1981 roku. 21 marca 1995 Jan Paweł II przyjął jego rezygnację z pełnionego urzędu.